# Cyrto-hypnum
Cyrto-hypnum là một chi rêu trong họ Thuidiaceae.